# Ophion lituratus
Ophion lituratus är en stekelart som beskrevs av Townes, Momoi och Henry Keith Townes, Jr. 1965. Ophion lituratus ingår i släktet Ophion och familjen brokparasitsteklar. Inga underarter finns listade i Catalogue of Life.